# Brachypteroma magnanii
Brachypteroma magnanii är en skalbaggsart som beskrevs av Gianfranco Sama 1987. Brachypteroma magnanii ingår i släktet Brachypteroma och familjen långhorningar. Inga underarter finns listade.